# Premio Ariel
Der Premio Ariel ist der bedeutendste mexikanische Filmpreis, der von der Academia Mexicana de Artes y Ciencias Cinematográficas, der mexikanischen Filmakademie, seit 1947 jährlich verliehen wird. 1947 fanden zwei Zeremonien für die Filmjahre 1946 und 1947 statt. Zwischen 1958 und 1971 gab es keine Preisverleihungen. Bei den Nominierungen wird das Filmschaffen in Mexiko berücksichtigt. 2000 wurde zusätzlich eine Kategorie für den besten iberoamerikanischen Film eingeführt. Vorsitzender des Koordinationskomitees der Preisvergabe ist seit August 2006 der Schauspieler Pedro Armendáriz Bohr.
Der Preis selbst ist die Statuette eines Mannes, die der mexikanische Bildhauer Ignacio Asúnsolo geschaffen hat. Die Originalstatue befindet sich derzeit in den Filmstudios Estudios Churubusco in Mexiko-Stadt. Die Bezeichnung Ariel stammt von einer Reihe kurzer Texte namens El Ariel des uruguayischen Essayisten José Enrique Rodó, die junge Lateinamerikaner besonders in den ersten vier Jahrzehnten des 20. Jahrhunderts inspirierten.
Seit 1986 wird zusätzlich der Ariel de Oro an mexikanische Filmschaffende oder Institutionen für besondere Verdienste um den mexikanischen Film verliehen, die nicht mit einem spezifischen Film des jeweiligen Jahres der Verleihung zusammenhängen. Die Übergabe des Ehrenpreises erfolgt ebenfalls während der Zeremonien der „Premio Ariel“.

## Preislisten
- Ariel de Oro
- Premio Ariel für den besten Film